# Ling Hee Leong
Ling Hee Leong (simplificeret kinesisk: 林熙隆; pinyin: Lín Xīlóng) (født 1969) malaysisk politiker. Han var vicechef for MCA Youth Corps fra 2005 til 2008. Fra 1996 til 1997 skabte Ling Hee Leong kontrovers ved at opkøbe seks børsnoterede virksomheder for RM1,2 mia.
Han er også søn af den tidligere MCA-præsident Ling Liong Sik.

## Kontroverser
Fra 1996 til 1997 købte Ling Hee Leong seks børsnoterede virksomheder for RM1,2 milliarder med hjælp fra forretningsmanden John Soh Chee Wen. DAPs generalsekretær Lim Kit Siang afgav en rapport til ACA den 13. juni 1997 for at undersøge, om Ling Hee Leong var involveret i uretmæssig brug af sin far Ling Liong Siks politiske og ministerielle indflydelse. Den 30. juli 2003 meddelte ACA efter en seks-årig undersøgelse, at Ling Hee Leong ikke havde overtrådt loven ved opkøbet af et børsnoteret selskab.
Den 24. januar 2003 indgav en udenlandsk investor en politianmeldelse mod Ling Liong Sik, Ling Hee Leong og forretningsmanden Soh Chee Wen og hævdede, at trioen skyldte ham RM100 millioner, da en forretningsaftale, som de forhandlede, faldt igennem i 1997.

## Familie
- Far: Ling Liong Sik
- Mor: Ong Ee Nah
- Søskende: Ling Hee Keat